# Tmesipteris gracilis
Tmesipteris gracilis är en kärlväxtart som beskrevs av Chinnock. Tmesipteris gracilis ingår i släktet Tmesipteris och familjen Psilotaceae. Inga underarter finns listade i Catalogue of Life.